# Luna Nera (série de televisão)
Luna Nera é uma websérie de televisão histórica italiana na web criada por Francesca Manieri, Laura Paolucci e Tiziana Triana e estrelando Nina Fotaras, Giorgio Belli, Gloria Carovana e Giandomenico Cupaiuolo. A trama se passa no século XVII na Europa e na América do Norte e gira em torno de julgamentos de bruxas.
Seu lançamento na Netflix foi em 31 de janeiro de 2020.

## Sinopse
Situada no século XVII, uma parteira adolescente chamada Ade descobre que sua família é composta de bruxas, enquanto o pai de seu amante a caça, acusando ela e sua avó de bruxaria.

## Elenco
| Ator/Atriz             | Personagem         | Temporada    |
| Ator/Atriz             | Personagem         | 1ª           |
| Principal              | Principal          | Principal    |
| ---------------------- | ------------------ | ------------ |
| Antonia Fotaras        | Ade Bruno          | Principal    |
| Giorgio Belli          | Pietro             | Principal    |
| Manuela Mandracchia    | Tebe               | Principal    |
| Recorrente             |                    |              |
| Giada Gagliardi        | Valente Bruno/ Lux | Recorrente   |
| Adalgisa Manfrida      | Persepolis         | Recorrente   |
| Lucrezia Guidone       | Leptis             | Recorrente   |
| Federica Fracassi      | Janara             | Recorrente   |
| Gloria Carovana        | Cesaria            | Recorrente   |
| Giandomenico Cupaiuolo | Sante              | Recorrente   |
| Filippo Scotti         | Spirto             | Recorrente   |
| Barbara Ronchi         | Antalia Bruno      | Participação |
| Camille Dugay          | Aquileia           | Participação |
| Giulia Alberoni        | Petra              | Participação |
| Martina Limonta        | Segesta            | Participação |
| Roberto De Francesco   | Marzio Oreggi      | Participação |
| Gaetano Aronica        | Tosco              | Participação |
| Sonia Gessner          | Natalia            | Participação |
| Marilena Anniballi     | Agnese             | Participação |
| Daniele Amendola       | Giambattista       | Participação |

## Episódios
| N.º na série | N.º na temp. | Título                    | Dirigido por         | Escrito por                          | Exibição original     |
| ------------ | ------------ | ------------------------- | -------------------- | ------------------------------------ | --------------------- |
| 1            | 1            | "Omen" "(Presságio)" (BR) | Francesca Comencini  | Francesca Manieri                    | 31 de janeiro de 2020 |
| 2            | 2            | "Liber" "(O Livro)" (BR)  | Francesca Comencini  | Laura Paolucci                       | 31 de janeiro de 2020 |
| 3            | 3            | "Voces" "(Vozes)" (BR)    | Susanna Nicchiarelli | Vanessa Picciarelli                  | 31 de janeiro de 2020 |
| 4            | 4            | "Fatum" "(Destino)" (BR)  | Susanna Nicchiarelli | Tiziana Triana                       | 31 de janeiro de 2020 |
| 5            | 5            | "Arma" "(Armas)" (BR)     | Paola Randi          | Francesca Manieri & Tiziana Triana   | 31 de janeiro de 2020 |
| 6            | 6            | "Lux" "(Luz)" (BR)        | Paola Randi          | Laura Paolucci & Vanessa Picciarelli | 31 de janeiro de 2020 |

## Lançamento
Luna Nera teve sua estreia dia 31 de janeiro de 2020